# Skipness Chapel
Skipness Chapel, ook wel Kilbrannan Chapel of St Brendan's Chapel genoemd, is een laat dertiende-eeuwse kapel, gebouwd door de MacDonalds, gelegen ten zuiden van Skipness in de Schotse regio Argyll and Bute.

## Geschiedenis
Skipness Chapel werd gebouwd in de late dertiende eeuw of vroege veertiende eeuw door de MacDonalds van Islay en Kintyre, waarschijnlijk om een vroegere kapel gewijd aan Sint-Columba te vervangen. De resten van deze oude kapel zijn opgenomen in het nabijgelegen Skipness Castle. Skipness Chapel is gewijd aan Sint-Brandaan.
De kapel werd in 1692 nog gebruikt. In de loop van de achttiende eeuw werden er geen missen meer opgedragen in de kapel, vermoedelijk door de bouw van een kerk in Claonaig in 1756.

## Bouw
Skipness Chapel bestaat uit één enkele ruimte van 25,1 bij 8,2 meter en is oost-west georiënteerd. De kapel werd opgetrokken uit grijze mica-schist en rode zandsteen, waarschijnlijk afkomstig van Arran. Skipness Chapel is gelegen aan de kust van Kilbrannan Sound en ligt zo'n driehonderd meter ten zuidwesten van Skipness Castle.
Vier laat-middeleeuwse liggende grafstenen zijn bewaard in de kapel en het omringende kerkhof, alsmede een aantal grafstenen van vóór en na de reformatie (1560).

## Beheer
Skipness Chapel wordt beheerd door Historic Scotland, net als het nabijgelegen Skipness Castle. De middeleeuwse grafstenen zijn tegen erosie beschermd middels houten omkistingen.

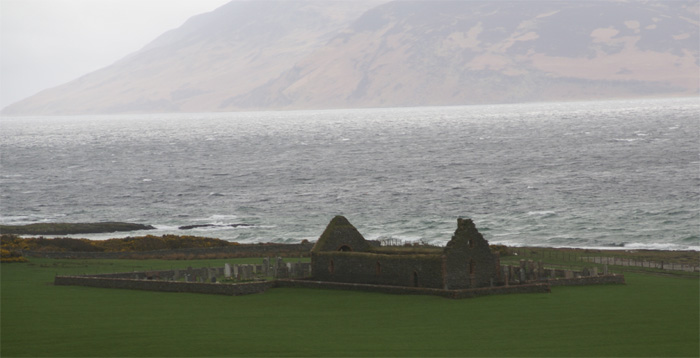
Skipness Chapel aan Kilbrannan Sound, vanuit het zuidwesten
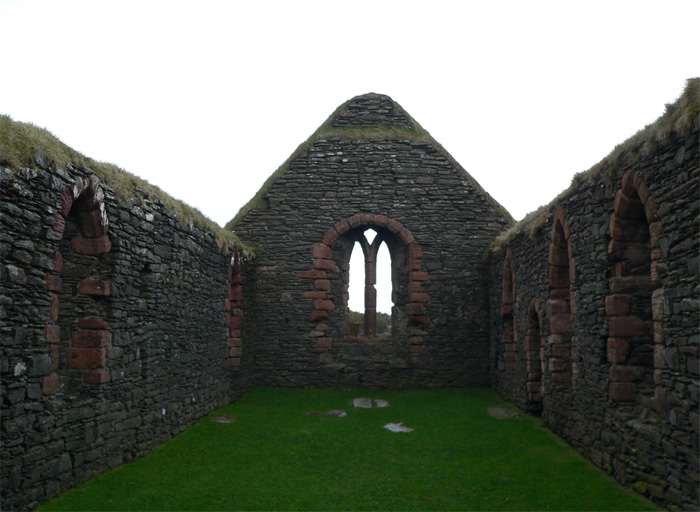
Skipness Chapel - interieur